# 1979 (cançó de The Smashing Pumpkins)
"1979" és una cançó del grup nord-americà de rock alternatiu The Smashing Pumpkins. Va ser publicada el 1996 com a segon senzill del seu tercer àlbum d'estudi, Mellon Collie and the Infinite Sadness. "1979" va ser escrita pel líder de la banda Billy Corgan, i hi apareixen loops i samples que no eren característics als temes dels Pumpkins fins llavors. La cançó va ser escrita com una història nostàlgica de Corgan sobre l'adolescència. L'any 1979, Corgan tenia 12 anys i aquest any és el què ell va considerar com la seva transició a l'adolescència.
"1979" va assolir el número dos de ventes al Canadà i Islàndia, el número sis a Irlanda, el número nou a Nova Zelanda, i el número 12 als Estats Units. Va entrar al top 20 a molts altres països, incloent Austràlia i el Regne Unit. La cançó va estar nominada al Grammy a la gravació de l'any i al Grammy a la millor actuació d'un grup de rock als 39è Premis Grammy, i va guanyar un MTV Video Music Awards com a millor vídeo musical alternatiu. El 2012 va ser votada com a segona millor cançó dels Smashing Pumpkins pels lectors de la revista Rolling Stone.

## Enregistrament
Segons declaracions a diverses entrevistes, Corgan va treballar sense parar després de la gira de Siamese Dream i va escriure al voltant de 56 cançons per Mellon Collie and the Infinite Sadness, la darrera de les quals va ser "1979". Quan les sessions del Mellon Collie arribaven a la conclusió, "1979" (que va evolucionar a partir d'una demo anomenada "Strolling") era només un parell d'acords i un fragment d'una melodia sense paraules. Quan va arribar el moment de triar les cançons que havien de sortir a l'àlbum, el productor Flood va dir que "1979" no "era prou bona" i va voler deixar-la fora del disc. Això, però, va inspirar Corgan per acabar-la en quatre hores. L'endemà, Flood va escoltar "1979" una vegada i va decidir immediatament posar-la a l'àlbum. Corgan considera "1979" la cançó personal més important del Mellon Collie.
La cançó presenta una mostra de la veu de Corgan repetida constantment. Durant la gravació, Corgan cantava "Today" com a línia de melodia, així que ell i el productor van decidir enregistrar-lo cantant a una cinta. La parella va manipular de manera electrònica diverses mostres i les va posar en bucle contra una bateria.

## Vídeo musical
El vídeo per "1979" va ser dirigit pel duet conformat per Jonathan Dayton i Valerie Faris, els quals ja havien dirigit anteriorment el videoclip de "Rocket". Al principi, el grup es va apropar a un altre director (possiblement Spike Jonze) per filmar "1979". La seva idea era que tots els membres de la banda fossin residents en un hotel alienígena i que tots ells portaven màscares d'elefants alienígenes. Aquest vídeo hauria costat més d'un milió de dòlars.
El vídeo segueix un dia a la vida de desil·lusionats adolescents de qualsevol suburbi mentre condueixen un Dodge Charger. Es basa en un concepte creat per Corgan, que presenta una versió idealitzada de la vida adolescent, alhora que intenta captar la sensació d'avorrir-se als afores de Chicago, on Corgan va créixer. Al vídeo, el Dodge Charger té matrícules d'Illinois, tot i que a les escenes de conducció les muntanyes de Califòrnia són visibles en els plans de fons. Al principi, Corgan volia una escena de violència, on la botiga de queviures del final de la història fos devastada, però Dayton i Faris el van convèncer per fer una cosa menys violenta. A part que Corgan apareix al llarg de tot el vídeo al seient posterior d'un cotxe, els altres membres de la banda tenen petits personatges durant el vídeo; James Iha apareix com a empleat de la botiga de queviures, D'arcy Wretzky com una veïna furiosa per la festa del costat, Jimmy Chamberlin com a policia, i tots quatre apareixen junts com la banda que toca a l'escena de la festa. El mànager del grup "Gooch" fa de parella de policía d'en Jimmy .
En acabar la sessió de vídeo, la banda va volar a Nova York per actuar. No obstant això, totes les cintes del metratge es van deixar accidentalment al damunt d'un cotxe i es van perdre al marxar el conductor. El grup va tornar després per tornar a rodar l'escena de la festa.
El vídeo va ser molt aclamat. Va guanyar el premi a millor videoclip alternatiu als MTV Video Music Awards del 1996. Va ser el vídeo número u del 1996 del canal musical de televisió per cable MuchMusic del Canadà. Billy Corgan el considera el millor vídeo dels Pumpkins, anomenant-lo "el més proper que tenim. Sempre vàrem adonar-nos de tot allò que volíem ".
El vídeo per la cançó del 1998 "Perfect" és un seqüela d'aquest tema, i inclou els mateixos personatges que ja son grans. L'esdeveniment esmentat anteriorment de la pèrdua de les cintes del metratge original del vídeo de "1979" es troba parodiat en una de les escenes finals del vídeo de "Perfect", en què es deixa una cinta de casset damunt d'un cotxe i cau quan un personatge surt d'un aparcament a gran velocitat i posteriorment és destruït per un altre vehicle..

## Llista de cançons
CD del Regne Unit/Estats Units i senzill del Regne Unit 12"
- «1979» - 4:24 (Billy Corgan)
- «Ugly» - 2:28 (Billy Corgan)
- «Believe» - 3:15 (James Iha)
- «Cherry» - 4:02 (Billy Corgan)

1996 Reedició/Max-CD
- «1979» - 4:24 (Billy Corgan)
- «Ugly» - 2:28 (Billy Corgan)
- «The Boy» - 3:04 (James Iha)
- «Cherry» - 4:02 (Billy Corgan)
- «Believe» - 3:15 (James Iha)
- «Set The Ray To Jerry» - 4:10 (Billy Corgan)

1979 Mixes
- «1979 (Vocal Mix)» - 5:08 (Billy Corgan)
- «1979 (Instrumental Mix)» - 5:17 (Billy Corgan)
- «1979 (Moby Mix)» - 6:39 (Billy Corgan)
- «1979 (Cement Mix)» - 4:40 (Billy Corgan)